# برانكو أوجدانيتش
برانكو أوجدانيتش هو لاعب كرة قدم بوسني في مركز قلب الدفاع، ولد في 21 يونيو 1990 في بانيا لوكا في البوسنة والهرسك. لعب مع نادي إسترا 1961.

## وصلات خارجية
- برانكو أوجدانيتش على موقع قاعدة بيانات كرة القدم.إي يو (الإنجليزية)
- برانكو أوجدانيتش على موقع Soccerway.com (الإنجليزية)